# Jana Jacková
Jana Jacková (ur. 6 sierpnia 1982 we Frydku-Místku) – czeska szachistka, arcymistrzyni od 2001, posiadaczka męskiego tytułu mistrza międzynarodowego od 2004 roku.

## Kariera szachowa
W latach 1992–2002 wielokrotnie reprezentowała Czechy na mistrzostwach świata i Europy juniorek we wszystkich kategoriach wiekowych, trzykrotnie zdobywając srebrne medale, w latach 1992 (Rimavská Sobota, ME do 10 lat), 1993 Bratysława, MŚ do 12 lat) oraz 1999 (Erywań, MŚ do 20 lat). Była również wielokrotną medalistką mistrzostw kraju juniorek, m.in. złotą w latach 1993 (do 12 lat), 1995 (do 14 lat) i 1997 (do 16 lat), jak również wielokrotnie startowała w finałach indywidualnych mistrzostw Czech, zdobywając trzy medale: złoty (1998), srebrny (1997) i brązowy (1999).
Jeszcze jako juniorka awansowała do ścisłej czołówki czeskich szachistek, w której pozostaje do dzisiaj. Pomiędzy 1998 a 2008 uczestniczyła we wszystkich w tym okresie sześciu szachowych olimpiadach (w tym czterokrotnie na I szachownicy), była również czterokrotną reprezentantką kraju na drużynowych mistrzostwach Europy (w latach 1997–2005), największy sukces odnosząc w 1997 r. w Puli, gdzie zdobyła złoty medal za wynik na III szachownicy. W 2007 r. wystąpiła w pierwszych drużynowych mistrzostwach świata kobiet.
W 2001 r. podzieliła II m. (za Zacharem Jefimienko, wspólnie z Janem Werle i Joostem Berkvensem) w turnieju Stork Young Masters w Hengelo. W 2004 r. zakwalifikowała się do rozegranego w Eliście pucharowego turnieju o mistrzostwo świata, w pierwszych dwóch rundach pokonując Almirę Skripczenko i Corinę Peptan. W III rundzie uległa jednak Mai Cziburdanidze i odpadła z dalszej rywalizacji. W 2005 r. podzieliła II m. (za Pavlem Simackiem, wspólnie z m.in. Tomasem Polakiem, Leonidem Wołoszynem i Robertem Cvekiem) w otwartym turnieju w Havlíčkův Brodzie, natomiast w 2006 r. rozegrała mecz z Vlastimilem Hortem, zwyciężając w stosunku 2½–1½.
W 2008 r. zasłynęła w świecie szachowym zwycięstwem nad wielokrotnym mistrzem świata Anatolijem Karpowem w I rundzie rozegranego w Mariańskich Łaźniach meczu "weterani kontra kobiety". Partia ta, w której dla ataku poświęciła jakość (wieżę za skoczka) zakończyła się jej efektownym zwycięstwem po zaledwie 22 posunięciach, co byłemu mistrzowi świata zdarzyło się zaledwie kilkukrotnie w jego wieloletniej karierze. Oto przebieg tej partii:
- J.Jacková – A.Karpow (B43), Mariańskie Łaźnie (1) 2008
- 1. e4 c5 2. Sf3 e6 3. d4 cd4 4. S:d4 a6 5. Sc3 Hc7 6. Gd3 Sf6 7. O-O Gd6 8. f4 Gc5 9. Sce2 Sc6 10. c3 d6 11. Kh1 Gd7 12. He1 O-O 13. Hh4 Wfe8 14. Sf3 e5 15. b4 Gb6 16. fe5 de5 17. Sg5 h6 18. W:f6! hg5 19. G:g5 Ge6 20. Sf4! Se7? 21. Sd5 Hd7? 22. Wh6! Sg6 i jednocześnie czarne poddały się (końcowa pozycja pokazana jest na diagramie)[6].

|   | a | b | c | d | e | f | g | h |   |
| 8 | a8 – Czarna wieża · e8 – Czarna wieża · g8 – Czarny król · b7 – Czarny pionek · d7 – Czarny hetman · f7 – Czarny pionek · g7 – Czarny pionek · a6 – Czarny pionek · b6 – Czarny goniec · e6 – Czarny goniec · g6 – Czarny skoczek · h6 – Biała wieża · d5 – Biały skoczek · e5 – Czarny pionek · g5 – Biały goniec · b4 – Biały pionek · e4 – Biały pionek · h4 – Biały hetman · c3 – Biały pionek · d3 – Biały goniec · a2 – Biały pionek · g2 – Biały pionek · h2 – Biały pionek · a1 – Biała wieża · h1 – Biały król | a8 – Czarna wieża · e8 – Czarna wieża · g8 – Czarny król · b7 – Czarny pionek · d7 – Czarny hetman · f7 – Czarny pionek · g7 – Czarny pionek · a6 – Czarny pionek · b6 – Czarny goniec · e6 – Czarny goniec · g6 – Czarny skoczek · h6 – Biała wieża · d5 – Biały skoczek · e5 – Czarny pionek · g5 – Biały goniec · b4 – Biały pionek · e4 – Biały pionek · h4 – Biały hetman · c3 – Biały pionek · d3 – Biały goniec · a2 – Biały pionek · g2 – Biały pionek · h2 – Biały pionek · a1 – Biała wieża · h1 – Biały król | a8 – Czarna wieża · e8 – Czarna wieża · g8 – Czarny król · b7 – Czarny pionek · d7 – Czarny hetman · f7 – Czarny pionek · g7 – Czarny pionek · a6 – Czarny pionek · b6 – Czarny goniec · e6 – Czarny goniec · g6 – Czarny skoczek · h6 – Biała wieża · d5 – Biały skoczek · e5 – Czarny pionek · g5 – Biały goniec · b4 – Biały pionek · e4 – Biały pionek · h4 – Biały hetman · c3 – Biały pionek · d3 – Biały goniec · a2 – Biały pionek · g2 – Biały pionek · h2 – Biały pionek · a1 – Biała wieża · h1 – Biały król | a8 – Czarna wieża · e8 – Czarna wieża · g8 – Czarny król · b7 – Czarny pionek · d7 – Czarny hetman · f7 – Czarny pionek · g7 – Czarny pionek · a6 – Czarny pionek · b6 – Czarny goniec · e6 – Czarny goniec · g6 – Czarny skoczek · h6 – Biała wieża · d5 – Biały skoczek · e5 – Czarny pionek · g5 – Biały goniec · b4 – Biały pionek · e4 – Biały pionek · h4 – Biały hetman · c3 – Biały pionek · d3 – Biały goniec · a2 – Biały pionek · g2 – Biały pionek · h2 – Biały pionek · a1 – Biała wieża · h1 – Biały król | a8 – Czarna wieża · e8 – Czarna wieża · g8 – Czarny król · b7 – Czarny pionek · d7 – Czarny hetman · f7 – Czarny pionek · g7 – Czarny pionek · a6 – Czarny pionek · b6 – Czarny goniec · e6 – Czarny goniec · g6 – Czarny skoczek · h6 – Biała wieża · d5 – Biały skoczek · e5 – Czarny pionek · g5 – Biały goniec · b4 – Biały pionek · e4 – Biały pionek · h4 – Biały hetman · c3 – Biały pionek · d3 – Biały goniec · a2 – Biały pionek · g2 – Biały pionek · h2 – Biały pionek · a1 – Biała wieża · h1 – Biały król | a8 – Czarna wieża · e8 – Czarna wieża · g8 – Czarny król · b7 – Czarny pionek · d7 – Czarny hetman · f7 – Czarny pionek · g7 – Czarny pionek · a6 – Czarny pionek · b6 – Czarny goniec · e6 – Czarny goniec · g6 – Czarny skoczek · h6 – Biała wieża · d5 – Biały skoczek · e5 – Czarny pionek · g5 – Biały goniec · b4 – Biały pionek · e4 – Biały pionek · h4 – Biały hetman · c3 – Biały pionek · d3 – Biały goniec · a2 – Biały pionek · g2 – Biały pionek · h2 – Biały pionek · a1 – Biała wieża · h1 – Biały król | a8 – Czarna wieża · e8 – Czarna wieża · g8 – Czarny król · b7 – Czarny pionek · d7 – Czarny hetman · f7 – Czarny pionek · g7 – Czarny pionek · a6 – Czarny pionek · b6 – Czarny goniec · e6 – Czarny goniec · g6 – Czarny skoczek · h6 – Biała wieża · d5 – Biały skoczek · e5 – Czarny pionek · g5 – Biały goniec · b4 – Biały pionek · e4 – Biały pionek · h4 – Biały hetman · c3 – Biały pionek · d3 – Biały goniec · a2 – Biały pionek · g2 – Biały pionek · h2 – Biały pionek · a1 – Biała wieża · h1 – Biały król | a8 – Czarna wieża · e8 – Czarna wieża · g8 – Czarny król · b7 – Czarny pionek · d7 – Czarny hetman · f7 – Czarny pionek · g7 – Czarny pionek · a6 – Czarny pionek · b6 – Czarny goniec · e6 – Czarny goniec · g6 – Czarny skoczek · h6 – Biała wieża · d5 – Biały skoczek · e5 – Czarny pionek · g5 – Biały goniec · b4 – Biały pionek · e4 – Biały pionek · h4 – Biały hetman · c3 – Biały pionek · d3 – Biały goniec · a2 – Biały pionek · g2 – Biały pionek · h2 – Biały pionek · a1 – Biała wieża · h1 – Biały król | 8 |
| 7 | a8 – Czarna wieża · e8 – Czarna wieża · g8 – Czarny król · b7 – Czarny pionek · d7 – Czarny hetman · f7 – Czarny pionek · g7 – Czarny pionek · a6 – Czarny pionek · b6 – Czarny goniec · e6 – Czarny goniec · g6 – Czarny skoczek · h6 – Biała wieża · d5 – Biały skoczek · e5 – Czarny pionek · g5 – Biały goniec · b4 – Biały pionek · e4 – Biały pionek · h4 – Biały hetman · c3 – Biały pionek · d3 – Biały goniec · a2 – Biały pionek · g2 – Biały pionek · h2 – Biały pionek · a1 – Biała wieża · h1 – Biały król | a8 – Czarna wieża · e8 – Czarna wieża · g8 – Czarny król · b7 – Czarny pionek · d7 – Czarny hetman · f7 – Czarny pionek · g7 – Czarny pionek · a6 – Czarny pionek · b6 – Czarny goniec · e6 – Czarny goniec · g6 – Czarny skoczek · h6 – Biała wieża · d5 – Biały skoczek · e5 – Czarny pionek · g5 – Biały goniec · b4 – Biały pionek · e4 – Biały pionek · h4 – Biały hetman · c3 – Biały pionek · d3 – Biały goniec · a2 – Biały pionek · g2 – Biały pionek · h2 – Biały pionek · a1 – Biała wieża · h1 – Biały król | a8 – Czarna wieża · e8 – Czarna wieża · g8 – Czarny król · b7 – Czarny pionek · d7 – Czarny hetman · f7 – Czarny pionek · g7 – Czarny pionek · a6 – Czarny pionek · b6 – Czarny goniec · e6 – Czarny goniec · g6 – Czarny skoczek · h6 – Biała wieża · d5 – Biały skoczek · e5 – Czarny pionek · g5 – Biały goniec · b4 – Biały pionek · e4 – Biały pionek · h4 – Biały hetman · c3 – Biały pionek · d3 – Biały goniec · a2 – Biały pionek · g2 – Biały pionek · h2 – Biały pionek · a1 – Biała wieża · h1 – Biały król | a8 – Czarna wieża · e8 – Czarna wieża · g8 – Czarny król · b7 – Czarny pionek · d7 – Czarny hetman · f7 – Czarny pionek · g7 – Czarny pionek · a6 – Czarny pionek · b6 – Czarny goniec · e6 – Czarny goniec · g6 – Czarny skoczek · h6 – Biała wieża · d5 – Biały skoczek · e5 – Czarny pionek · g5 – Biały goniec · b4 – Biały pionek · e4 – Biały pionek · h4 – Biały hetman · c3 – Biały pionek · d3 – Biały goniec · a2 – Biały pionek · g2 – Biały pionek · h2 – Biały pionek · a1 – Biała wieża · h1 – Biały król | a8 – Czarna wieża · e8 – Czarna wieża · g8 – Czarny król · b7 – Czarny pionek · d7 – Czarny hetman · f7 – Czarny pionek · g7 – Czarny pionek · a6 – Czarny pionek · b6 – Czarny goniec · e6 – Czarny goniec · g6 – Czarny skoczek · h6 – Biała wieża · d5 – Biały skoczek · e5 – Czarny pionek · g5 – Biały goniec · b4 – Biały pionek · e4 – Biały pionek · h4 – Biały hetman · c3 – Biały pionek · d3 – Biały goniec · a2 – Biały pionek · g2 – Biały pionek · h2 – Biały pionek · a1 – Biała wieża · h1 – Biały król | a8 – Czarna wieża · e8 – Czarna wieża · g8 – Czarny król · b7 – Czarny pionek · d7 – Czarny hetman · f7 – Czarny pionek · g7 – Czarny pionek · a6 – Czarny pionek · b6 – Czarny goniec · e6 – Czarny goniec · g6 – Czarny skoczek · h6 – Biała wieża · d5 – Biały skoczek · e5 – Czarny pionek · g5 – Biały goniec · b4 – Biały pionek · e4 – Biały pionek · h4 – Biały hetman · c3 – Biały pionek · d3 – Biały goniec · a2 – Biały pionek · g2 – Biały pionek · h2 – Biały pionek · a1 – Biała wieża · h1 – Biały król | a8 – Czarna wieża · e8 – Czarna wieża · g8 – Czarny król · b7 – Czarny pionek · d7 – Czarny hetman · f7 – Czarny pionek · g7 – Czarny pionek · a6 – Czarny pionek · b6 – Czarny goniec · e6 – Czarny goniec · g6 – Czarny skoczek · h6 – Biała wieża · d5 – Biały skoczek · e5 – Czarny pionek · g5 – Biały goniec · b4 – Biały pionek · e4 – Biały pionek · h4 – Biały hetman · c3 – Biały pionek · d3 – Biały goniec · a2 – Biały pionek · g2 – Biały pionek · h2 – Biały pionek · a1 – Biała wieża · h1 – Biały król | a8 – Czarna wieża · e8 – Czarna wieża · g8 – Czarny król · b7 – Czarny pionek · d7 – Czarny hetman · f7 – Czarny pionek · g7 – Czarny pionek · a6 – Czarny pionek · b6 – Czarny goniec · e6 – Czarny goniec · g6 – Czarny skoczek · h6 – Biała wieża · d5 – Biały skoczek · e5 – Czarny pionek · g5 – Biały goniec · b4 – Biały pionek · e4 – Biały pionek · h4 – Biały hetman · c3 – Biały pionek · d3 – Biały goniec · a2 – Biały pionek · g2 – Biały pionek · h2 – Biały pionek · a1 – Biała wieża · h1 – Biały król | 7 |
| 6 | a8 – Czarna wieża · e8 – Czarna wieża · g8 – Czarny król · b7 – Czarny pionek · d7 – Czarny hetman · f7 – Czarny pionek · g7 – Czarny pionek · a6 – Czarny pionek · b6 – Czarny goniec · e6 – Czarny goniec · g6 – Czarny skoczek · h6 – Biała wieża · d5 – Biały skoczek · e5 – Czarny pionek · g5 – Biały goniec · b4 – Biały pionek · e4 – Biały pionek · h4 – Biały hetman · c3 – Biały pionek · d3 – Biały goniec · a2 – Biały pionek · g2 – Biały pionek · h2 – Biały pionek · a1 – Biała wieża · h1 – Biały król | a8 – Czarna wieża · e8 – Czarna wieża · g8 – Czarny król · b7 – Czarny pionek · d7 – Czarny hetman · f7 – Czarny pionek · g7 – Czarny pionek · a6 – Czarny pionek · b6 – Czarny goniec · e6 – Czarny goniec · g6 – Czarny skoczek · h6 – Biała wieża · d5 – Biały skoczek · e5 – Czarny pionek · g5 – Biały goniec · b4 – Biały pionek · e4 – Biały pionek · h4 – Biały hetman · c3 – Biały pionek · d3 – Biały goniec · a2 – Biały pionek · g2 – Biały pionek · h2 – Biały pionek · a1 – Biała wieża · h1 – Biały król | a8 – Czarna wieża · e8 – Czarna wieża · g8 – Czarny król · b7 – Czarny pionek · d7 – Czarny hetman · f7 – Czarny pionek · g7 – Czarny pionek · a6 – Czarny pionek · b6 – Czarny goniec · e6 – Czarny goniec · g6 – Czarny skoczek · h6 – Biała wieża · d5 – Biały skoczek · e5 – Czarny pionek · g5 – Biały goniec · b4 – Biały pionek · e4 – Biały pionek · h4 – Biały hetman · c3 – Biały pionek · d3 – Biały goniec · a2 – Biały pionek · g2 – Biały pionek · h2 – Biały pionek · a1 – Biała wieża · h1 – Biały król | a8 – Czarna wieża · e8 – Czarna wieża · g8 – Czarny król · b7 – Czarny pionek · d7 – Czarny hetman · f7 – Czarny pionek · g7 – Czarny pionek · a6 – Czarny pionek · b6 – Czarny goniec · e6 – Czarny goniec · g6 – Czarny skoczek · h6 – Biała wieża · d5 – Biały skoczek · e5 – Czarny pionek · g5 – Biały goniec · b4 – Biały pionek · e4 – Biały pionek · h4 – Biały hetman · c3 – Biały pionek · d3 – Biały goniec · a2 – Biały pionek · g2 – Biały pionek · h2 – Biały pionek · a1 – Biała wieża · h1 – Biały król | a8 – Czarna wieża · e8 – Czarna wieża · g8 – Czarny król · b7 – Czarny pionek · d7 – Czarny hetman · f7 – Czarny pionek · g7 – Czarny pionek · a6 – Czarny pionek · b6 – Czarny goniec · e6 – Czarny goniec · g6 – Czarny skoczek · h6 – Biała wieża · d5 – Biały skoczek · e5 – Czarny pionek · g5 – Biały goniec · b4 – Biały pionek · e4 – Biały pionek · h4 – Biały hetman · c3 – Biały pionek · d3 – Biały goniec · a2 – Biały pionek · g2 – Biały pionek · h2 – Biały pionek · a1 – Biała wieża · h1 – Biały król | a8 – Czarna wieża · e8 – Czarna wieża · g8 – Czarny król · b7 – Czarny pionek · d7 – Czarny hetman · f7 – Czarny pionek · g7 – Czarny pionek · a6 – Czarny pionek · b6 – Czarny goniec · e6 – Czarny goniec · g6 – Czarny skoczek · h6 – Biała wieża · d5 – Biały skoczek · e5 – Czarny pionek · g5 – Biały goniec · b4 – Biały pionek · e4 – Biały pionek · h4 – Biały hetman · c3 – Biały pionek · d3 – Biały goniec · a2 – Biały pionek · g2 – Biały pionek · h2 – Biały pionek · a1 – Biała wieża · h1 – Biały król | a8 – Czarna wieża · e8 – Czarna wieża · g8 – Czarny król · b7 – Czarny pionek · d7 – Czarny hetman · f7 – Czarny pionek · g7 – Czarny pionek · a6 – Czarny pionek · b6 – Czarny goniec · e6 – Czarny goniec · g6 – Czarny skoczek · h6 – Biała wieża · d5 – Biały skoczek · e5 – Czarny pionek · g5 – Biały goniec · b4 – Biały pionek · e4 – Biały pionek · h4 – Biały hetman · c3 – Biały pionek · d3 – Biały goniec · a2 – Biały pionek · g2 – Biały pionek · h2 – Biały pionek · a1 – Biała wieża · h1 – Biały król | a8 – Czarna wieża · e8 – Czarna wieża · g8 – Czarny król · b7 – Czarny pionek · d7 – Czarny hetman · f7 – Czarny pionek · g7 – Czarny pionek · a6 – Czarny pionek · b6 – Czarny goniec · e6 – Czarny goniec · g6 – Czarny skoczek · h6 – Biała wieża · d5 – Biały skoczek · e5 – Czarny pionek · g5 – Biały goniec · b4 – Biały pionek · e4 – Biały pionek · h4 – Biały hetman · c3 – Biały pionek · d3 – Biały goniec · a2 – Biały pionek · g2 – Biały pionek · h2 – Biały pionek · a1 – Biała wieża · h1 – Biały król | 6 |
| 5 | a8 – Czarna wieża · e8 – Czarna wieża · g8 – Czarny król · b7 – Czarny pionek · d7 – Czarny hetman · f7 – Czarny pionek · g7 – Czarny pionek · a6 – Czarny pionek · b6 – Czarny goniec · e6 – Czarny goniec · g6 – Czarny skoczek · h6 – Biała wieża · d5 – Biały skoczek · e5 – Czarny pionek · g5 – Biały goniec · b4 – Biały pionek · e4 – Biały pionek · h4 – Biały hetman · c3 – Biały pionek · d3 – Biały goniec · a2 – Biały pionek · g2 – Biały pionek · h2 – Biały pionek · a1 – Biała wieża · h1 – Biały król | a8 – Czarna wieża · e8 – Czarna wieża · g8 – Czarny król · b7 – Czarny pionek · d7 – Czarny hetman · f7 – Czarny pionek · g7 – Czarny pionek · a6 – Czarny pionek · b6 – Czarny goniec · e6 – Czarny goniec · g6 – Czarny skoczek · h6 – Biała wieża · d5 – Biały skoczek · e5 – Czarny pionek · g5 – Biały goniec · b4 – Biały pionek · e4 – Biały pionek · h4 – Biały hetman · c3 – Biały pionek · d3 – Biały goniec · a2 – Biały pionek · g2 – Biały pionek · h2 – Biały pionek · a1 – Biała wieża · h1 – Biały król | a8 – Czarna wieża · e8 – Czarna wieża · g8 – Czarny król · b7 – Czarny pionek · d7 – Czarny hetman · f7 – Czarny pionek · g7 – Czarny pionek · a6 – Czarny pionek · b6 – Czarny goniec · e6 – Czarny goniec · g6 – Czarny skoczek · h6 – Biała wieża · d5 – Biały skoczek · e5 – Czarny pionek · g5 – Biały goniec · b4 – Biały pionek · e4 – Biały pionek · h4 – Biały hetman · c3 – Biały pionek · d3 – Biały goniec · a2 – Biały pionek · g2 – Biały pionek · h2 – Biały pionek · a1 – Biała wieża · h1 – Biały król | a8 – Czarna wieża · e8 – Czarna wieża · g8 – Czarny król · b7 – Czarny pionek · d7 – Czarny hetman · f7 – Czarny pionek · g7 – Czarny pionek · a6 – Czarny pionek · b6 – Czarny goniec · e6 – Czarny goniec · g6 – Czarny skoczek · h6 – Biała wieża · d5 – Biały skoczek · e5 – Czarny pionek · g5 – Biały goniec · b4 – Biały pionek · e4 – Biały pionek · h4 – Biały hetman · c3 – Biały pionek · d3 – Biały goniec · a2 – Biały pionek · g2 – Biały pionek · h2 – Biały pionek · a1 – Biała wieża · h1 – Biały król | a8 – Czarna wieża · e8 – Czarna wieża · g8 – Czarny król · b7 – Czarny pionek · d7 – Czarny hetman · f7 – Czarny pionek · g7 – Czarny pionek · a6 – Czarny pionek · b6 – Czarny goniec · e6 – Czarny goniec · g6 – Czarny skoczek · h6 – Biała wieża · d5 – Biały skoczek · e5 – Czarny pionek · g5 – Biały goniec · b4 – Biały pionek · e4 – Biały pionek · h4 – Biały hetman · c3 – Biały pionek · d3 – Biały goniec · a2 – Biały pionek · g2 – Biały pionek · h2 – Biały pionek · a1 – Biała wieża · h1 – Biały król | a8 – Czarna wieża · e8 – Czarna wieża · g8 – Czarny król · b7 – Czarny pionek · d7 – Czarny hetman · f7 – Czarny pionek · g7 – Czarny pionek · a6 – Czarny pionek · b6 – Czarny goniec · e6 – Czarny goniec · g6 – Czarny skoczek · h6 – Biała wieża · d5 – Biały skoczek · e5 – Czarny pionek · g5 – Biały goniec · b4 – Biały pionek · e4 – Biały pionek · h4 – Biały hetman · c3 – Biały pionek · d3 – Biały goniec · a2 – Biały pionek · g2 – Biały pionek · h2 – Biały pionek · a1 – Biała wieża · h1 – Biały król | a8 – Czarna wieża · e8 – Czarna wieża · g8 – Czarny król · b7 – Czarny pionek · d7 – Czarny hetman · f7 – Czarny pionek · g7 – Czarny pionek · a6 – Czarny pionek · b6 – Czarny goniec · e6 – Czarny goniec · g6 – Czarny skoczek · h6 – Biała wieża · d5 – Biały skoczek · e5 – Czarny pionek · g5 – Biały goniec · b4 – Biały pionek · e4 – Biały pionek · h4 – Biały hetman · c3 – Biały pionek · d3 – Biały goniec · a2 – Biały pionek · g2 – Biały pionek · h2 – Biały pionek · a1 – Biała wieża · h1 – Biały król | a8 – Czarna wieża · e8 – Czarna wieża · g8 – Czarny król · b7 – Czarny pionek · d7 – Czarny hetman · f7 – Czarny pionek · g7 – Czarny pionek · a6 – Czarny pionek · b6 – Czarny goniec · e6 – Czarny goniec · g6 – Czarny skoczek · h6 – Biała wieża · d5 – Biały skoczek · e5 – Czarny pionek · g5 – Biały goniec · b4 – Biały pionek · e4 – Biały pionek · h4 – Biały hetman · c3 – Biały pionek · d3 – Biały goniec · a2 – Biały pionek · g2 – Biały pionek · h2 – Biały pionek · a1 – Biała wieża · h1 – Biały król | 5 |
| 4 | a8 – Czarna wieża · e8 – Czarna wieża · g8 – Czarny król · b7 – Czarny pionek · d7 – Czarny hetman · f7 – Czarny pionek · g7 – Czarny pionek · a6 – Czarny pionek · b6 – Czarny goniec · e6 – Czarny goniec · g6 – Czarny skoczek · h6 – Biała wieża · d5 – Biały skoczek · e5 – Czarny pionek · g5 – Biały goniec · b4 – Biały pionek · e4 – Biały pionek · h4 – Biały hetman · c3 – Biały pionek · d3 – Biały goniec · a2 – Biały pionek · g2 – Biały pionek · h2 – Biały pionek · a1 – Biała wieża · h1 – Biały król | a8 – Czarna wieża · e8 – Czarna wieża · g8 – Czarny król · b7 – Czarny pionek · d7 – Czarny hetman · f7 – Czarny pionek · g7 – Czarny pionek · a6 – Czarny pionek · b6 – Czarny goniec · e6 – Czarny goniec · g6 – Czarny skoczek · h6 – Biała wieża · d5 – Biały skoczek · e5 – Czarny pionek · g5 – Biały goniec · b4 – Biały pionek · e4 – Biały pionek · h4 – Biały hetman · c3 – Biały pionek · d3 – Biały goniec · a2 – Biały pionek · g2 – Biały pionek · h2 – Biały pionek · a1 – Biała wieża · h1 – Biały król | a8 – Czarna wieża · e8 – Czarna wieża · g8 – Czarny król · b7 – Czarny pionek · d7 – Czarny hetman · f7 – Czarny pionek · g7 – Czarny pionek · a6 – Czarny pionek · b6 – Czarny goniec · e6 – Czarny goniec · g6 – Czarny skoczek · h6 – Biała wieża · d5 – Biały skoczek · e5 – Czarny pionek · g5 – Biały goniec · b4 – Biały pionek · e4 – Biały pionek · h4 – Biały hetman · c3 – Biały pionek · d3 – Biały goniec · a2 – Biały pionek · g2 – Biały pionek · h2 – Biały pionek · a1 – Biała wieża · h1 – Biały król | a8 – Czarna wieża · e8 – Czarna wieża · g8 – Czarny król · b7 – Czarny pionek · d7 – Czarny hetman · f7 – Czarny pionek · g7 – Czarny pionek · a6 – Czarny pionek · b6 – Czarny goniec · e6 – Czarny goniec · g6 – Czarny skoczek · h6 – Biała wieża · d5 – Biały skoczek · e5 – Czarny pionek · g5 – Biały goniec · b4 – Biały pionek · e4 – Biały pionek · h4 – Biały hetman · c3 – Biały pionek · d3 – Biały goniec · a2 – Biały pionek · g2 – Biały pionek · h2 – Biały pionek · a1 – Biała wieża · h1 – Biały król | a8 – Czarna wieża · e8 – Czarna wieża · g8 – Czarny król · b7 – Czarny pionek · d7 – Czarny hetman · f7 – Czarny pionek · g7 – Czarny pionek · a6 – Czarny pionek · b6 – Czarny goniec · e6 – Czarny goniec · g6 – Czarny skoczek · h6 – Biała wieża · d5 – Biały skoczek · e5 – Czarny pionek · g5 – Biały goniec · b4 – Biały pionek · e4 – Biały pionek · h4 – Biały hetman · c3 – Biały pionek · d3 – Biały goniec · a2 – Biały pionek · g2 – Biały pionek · h2 – Biały pionek · a1 – Biała wieża · h1 – Biały król | a8 – Czarna wieża · e8 – Czarna wieża · g8 – Czarny król · b7 – Czarny pionek · d7 – Czarny hetman · f7 – Czarny pionek · g7 – Czarny pionek · a6 – Czarny pionek · b6 – Czarny goniec · e6 – Czarny goniec · g6 – Czarny skoczek · h6 – Biała wieża · d5 – Biały skoczek · e5 – Czarny pionek · g5 – Biały goniec · b4 – Biały pionek · e4 – Biały pionek · h4 – Biały hetman · c3 – Biały pionek · d3 – Biały goniec · a2 – Biały pionek · g2 – Biały pionek · h2 – Biały pionek · a1 – Biała wieża · h1 – Biały król | a8 – Czarna wieża · e8 – Czarna wieża · g8 – Czarny król · b7 – Czarny pionek · d7 – Czarny hetman · f7 – Czarny pionek · g7 – Czarny pionek · a6 – Czarny pionek · b6 – Czarny goniec · e6 – Czarny goniec · g6 – Czarny skoczek · h6 – Biała wieża · d5 – Biały skoczek · e5 – Czarny pionek · g5 – Biały goniec · b4 – Biały pionek · e4 – Biały pionek · h4 – Biały hetman · c3 – Biały pionek · d3 – Biały goniec · a2 – Biały pionek · g2 – Biały pionek · h2 – Biały pionek · a1 – Biała wieża · h1 – Biały król | a8 – Czarna wieża · e8 – Czarna wieża · g8 – Czarny król · b7 – Czarny pionek · d7 – Czarny hetman · f7 – Czarny pionek · g7 – Czarny pionek · a6 – Czarny pionek · b6 – Czarny goniec · e6 – Czarny goniec · g6 – Czarny skoczek · h6 – Biała wieża · d5 – Biały skoczek · e5 – Czarny pionek · g5 – Biały goniec · b4 – Biały pionek · e4 – Biały pionek · h4 – Biały hetman · c3 – Biały pionek · d3 – Biały goniec · a2 – Biały pionek · g2 – Biały pionek · h2 – Biały pionek · a1 – Biała wieża · h1 – Biały król | 4 |
| 3 | a8 – Czarna wieża · e8 – Czarna wieża · g8 – Czarny król · b7 – Czarny pionek · d7 – Czarny hetman · f7 – Czarny pionek · g7 – Czarny pionek · a6 – Czarny pionek · b6 – Czarny goniec · e6 – Czarny goniec · g6 – Czarny skoczek · h6 – Biała wieża · d5 – Biały skoczek · e5 – Czarny pionek · g5 – Biały goniec · b4 – Biały pionek · e4 – Biały pionek · h4 – Biały hetman · c3 – Biały pionek · d3 – Biały goniec · a2 – Biały pionek · g2 – Biały pionek · h2 – Biały pionek · a1 – Biała wieża · h1 – Biały król | a8 – Czarna wieża · e8 – Czarna wieża · g8 – Czarny król · b7 – Czarny pionek · d7 – Czarny hetman · f7 – Czarny pionek · g7 – Czarny pionek · a6 – Czarny pionek · b6 – Czarny goniec · e6 – Czarny goniec · g6 – Czarny skoczek · h6 – Biała wieża · d5 – Biały skoczek · e5 – Czarny pionek · g5 – Biały goniec · b4 – Biały pionek · e4 – Biały pionek · h4 – Biały hetman · c3 – Biały pionek · d3 – Biały goniec · a2 – Biały pionek · g2 – Biały pionek · h2 – Biały pionek · a1 – Biała wieża · h1 – Biały król | a8 – Czarna wieża · e8 – Czarna wieża · g8 – Czarny król · b7 – Czarny pionek · d7 – Czarny hetman · f7 – Czarny pionek · g7 – Czarny pionek · a6 – Czarny pionek · b6 – Czarny goniec · e6 – Czarny goniec · g6 – Czarny skoczek · h6 – Biała wieża · d5 – Biały skoczek · e5 – Czarny pionek · g5 – Biały goniec · b4 – Biały pionek · e4 – Biały pionek · h4 – Biały hetman · c3 – Biały pionek · d3 – Biały goniec · a2 – Biały pionek · g2 – Biały pionek · h2 – Biały pionek · a1 – Biała wieża · h1 – Biały król | a8 – Czarna wieża · e8 – Czarna wieża · g8 – Czarny król · b7 – Czarny pionek · d7 – Czarny hetman · f7 – Czarny pionek · g7 – Czarny pionek · a6 – Czarny pionek · b6 – Czarny goniec · e6 – Czarny goniec · g6 – Czarny skoczek · h6 – Biała wieża · d5 – Biały skoczek · e5 – Czarny pionek · g5 – Biały goniec · b4 – Biały pionek · e4 – Biały pionek · h4 – Biały hetman · c3 – Biały pionek · d3 – Biały goniec · a2 – Biały pionek · g2 – Biały pionek · h2 – Biały pionek · a1 – Biała wieża · h1 – Biały król | a8 – Czarna wieża · e8 – Czarna wieża · g8 – Czarny król · b7 – Czarny pionek · d7 – Czarny hetman · f7 – Czarny pionek · g7 – Czarny pionek · a6 – Czarny pionek · b6 – Czarny goniec · e6 – Czarny goniec · g6 – Czarny skoczek · h6 – Biała wieża · d5 – Biały skoczek · e5 – Czarny pionek · g5 – Biały goniec · b4 – Biały pionek · e4 – Biały pionek · h4 – Biały hetman · c3 – Biały pionek · d3 – Biały goniec · a2 – Biały pionek · g2 – Biały pionek · h2 – Biały pionek · a1 – Biała wieża · h1 – Biały król | a8 – Czarna wieża · e8 – Czarna wieża · g8 – Czarny król · b7 – Czarny pionek · d7 – Czarny hetman · f7 – Czarny pionek · g7 – Czarny pionek · a6 – Czarny pionek · b6 – Czarny goniec · e6 – Czarny goniec · g6 – Czarny skoczek · h6 – Biała wieża · d5 – Biały skoczek · e5 – Czarny pionek · g5 – Biały goniec · b4 – Biały pionek · e4 – Biały pionek · h4 – Biały hetman · c3 – Biały pionek · d3 – Biały goniec · a2 – Biały pionek · g2 – Biały pionek · h2 – Biały pionek · a1 – Biała wieża · h1 – Biały król | a8 – Czarna wieża · e8 – Czarna wieża · g8 – Czarny król · b7 – Czarny pionek · d7 – Czarny hetman · f7 – Czarny pionek · g7 – Czarny pionek · a6 – Czarny pionek · b6 – Czarny goniec · e6 – Czarny goniec · g6 – Czarny skoczek · h6 – Biała wieża · d5 – Biały skoczek · e5 – Czarny pionek · g5 – Biały goniec · b4 – Biały pionek · e4 – Biały pionek · h4 – Biały hetman · c3 – Biały pionek · d3 – Biały goniec · a2 – Biały pionek · g2 – Biały pionek · h2 – Biały pionek · a1 – Biała wieża · h1 – Biały król | a8 – Czarna wieża · e8 – Czarna wieża · g8 – Czarny król · b7 – Czarny pionek · d7 – Czarny hetman · f7 – Czarny pionek · g7 – Czarny pionek · a6 – Czarny pionek · b6 – Czarny goniec · e6 – Czarny goniec · g6 – Czarny skoczek · h6 – Biała wieża · d5 – Biały skoczek · e5 – Czarny pionek · g5 – Biały goniec · b4 – Biały pionek · e4 – Biały pionek · h4 – Biały hetman · c3 – Biały pionek · d3 – Biały goniec · a2 – Biały pionek · g2 – Biały pionek · h2 – Biały pionek · a1 – Biała wieża · h1 – Biały król | 3 |
| 2 | a8 – Czarna wieża · e8 – Czarna wieża · g8 – Czarny król · b7 – Czarny pionek · d7 – Czarny hetman · f7 – Czarny pionek · g7 – Czarny pionek · a6 – Czarny pionek · b6 – Czarny goniec · e6 – Czarny goniec · g6 – Czarny skoczek · h6 – Biała wieża · d5 – Biały skoczek · e5 – Czarny pionek · g5 – Biały goniec · b4 – Biały pionek · e4 – Biały pionek · h4 – Biały hetman · c3 – Biały pionek · d3 – Biały goniec · a2 – Biały pionek · g2 – Biały pionek · h2 – Biały pionek · a1 – Biała wieża · h1 – Biały król | a8 – Czarna wieża · e8 – Czarna wieża · g8 – Czarny król · b7 – Czarny pionek · d7 – Czarny hetman · f7 – Czarny pionek · g7 – Czarny pionek · a6 – Czarny pionek · b6 – Czarny goniec · e6 – Czarny goniec · g6 – Czarny skoczek · h6 – Biała wieża · d5 – Biały skoczek · e5 – Czarny pionek · g5 – Biały goniec · b4 – Biały pionek · e4 – Biały pionek · h4 – Biały hetman · c3 – Biały pionek · d3 – Biały goniec · a2 – Biały pionek · g2 – Biały pionek · h2 – Biały pionek · a1 – Biała wieża · h1 – Biały król | a8 – Czarna wieża · e8 – Czarna wieża · g8 – Czarny król · b7 – Czarny pionek · d7 – Czarny hetman · f7 – Czarny pionek · g7 – Czarny pionek · a6 – Czarny pionek · b6 – Czarny goniec · e6 – Czarny goniec · g6 – Czarny skoczek · h6 – Biała wieża · d5 – Biały skoczek · e5 – Czarny pionek · g5 – Biały goniec · b4 – Biały pionek · e4 – Biały pionek · h4 – Biały hetman · c3 – Biały pionek · d3 – Biały goniec · a2 – Biały pionek · g2 – Biały pionek · h2 – Biały pionek · a1 – Biała wieża · h1 – Biały król | a8 – Czarna wieża · e8 – Czarna wieża · g8 – Czarny król · b7 – Czarny pionek · d7 – Czarny hetman · f7 – Czarny pionek · g7 – Czarny pionek · a6 – Czarny pionek · b6 – Czarny goniec · e6 – Czarny goniec · g6 – Czarny skoczek · h6 – Biała wieża · d5 – Biały skoczek · e5 – Czarny pionek · g5 – Biały goniec · b4 – Biały pionek · e4 – Biały pionek · h4 – Biały hetman · c3 – Biały pionek · d3 – Biały goniec · a2 – Biały pionek · g2 – Biały pionek · h2 – Biały pionek · a1 – Biała wieża · h1 – Biały król | a8 – Czarna wieża · e8 – Czarna wieża · g8 – Czarny król · b7 – Czarny pionek · d7 – Czarny hetman · f7 – Czarny pionek · g7 – Czarny pionek · a6 – Czarny pionek · b6 – Czarny goniec · e6 – Czarny goniec · g6 – Czarny skoczek · h6 – Biała wieża · d5 – Biały skoczek · e5 – Czarny pionek · g5 – Biały goniec · b4 – Biały pionek · e4 – Biały pionek · h4 – Biały hetman · c3 – Biały pionek · d3 – Biały goniec · a2 – Biały pionek · g2 – Biały pionek · h2 – Biały pionek · a1 – Biała wieża · h1 – Biały król | a8 – Czarna wieża · e8 – Czarna wieża · g8 – Czarny król · b7 – Czarny pionek · d7 – Czarny hetman · f7 – Czarny pionek · g7 – Czarny pionek · a6 – Czarny pionek · b6 – Czarny goniec · e6 – Czarny goniec · g6 – Czarny skoczek · h6 – Biała wieża · d5 – Biały skoczek · e5 – Czarny pionek · g5 – Biały goniec · b4 – Biały pionek · e4 – Biały pionek · h4 – Biały hetman · c3 – Biały pionek · d3 – Biały goniec · a2 – Biały pionek · g2 – Biały pionek · h2 – Biały pionek · a1 – Biała wieża · h1 – Biały król | a8 – Czarna wieża · e8 – Czarna wieża · g8 – Czarny król · b7 – Czarny pionek · d7 – Czarny hetman · f7 – Czarny pionek · g7 – Czarny pionek · a6 – Czarny pionek · b6 – Czarny goniec · e6 – Czarny goniec · g6 – Czarny skoczek · h6 – Biała wieża · d5 – Biały skoczek · e5 – Czarny pionek · g5 – Biały goniec · b4 – Biały pionek · e4 – Biały pionek · h4 – Biały hetman · c3 – Biały pionek · d3 – Biały goniec · a2 – Biały pionek · g2 – Biały pionek · h2 – Biały pionek · a1 – Biała wieża · h1 – Biały król | a8 – Czarna wieża · e8 – Czarna wieża · g8 – Czarny król · b7 – Czarny pionek · d7 – Czarny hetman · f7 – Czarny pionek · g7 – Czarny pionek · a6 – Czarny pionek · b6 – Czarny goniec · e6 – Czarny goniec · g6 – Czarny skoczek · h6 – Biała wieża · d5 – Biały skoczek · e5 – Czarny pionek · g5 – Biały goniec · b4 – Biały pionek · e4 – Biały pionek · h4 – Biały hetman · c3 – Biały pionek · d3 – Biały goniec · a2 – Biały pionek · g2 – Biały pionek · h2 – Biały pionek · a1 – Biała wieża · h1 – Biały król | 2 |
| 1 | a8 – Czarna wieża · e8 – Czarna wieża · g8 – Czarny król · b7 – Czarny pionek · d7 – Czarny hetman · f7 – Czarny pionek · g7 – Czarny pionek · a6 – Czarny pionek · b6 – Czarny goniec · e6 – Czarny goniec · g6 – Czarny skoczek · h6 – Biała wieża · d5 – Biały skoczek · e5 – Czarny pionek · g5 – Biały goniec · b4 – Biały pionek · e4 – Biały pionek · h4 – Biały hetman · c3 – Biały pionek · d3 – Biały goniec · a2 – Biały pionek · g2 – Biały pionek · h2 – Biały pionek · a1 – Biała wieża · h1 – Biały król | a8 – Czarna wieża · e8 – Czarna wieża · g8 – Czarny król · b7 – Czarny pionek · d7 – Czarny hetman · f7 – Czarny pionek · g7 – Czarny pionek · a6 – Czarny pionek · b6 – Czarny goniec · e6 – Czarny goniec · g6 – Czarny skoczek · h6 – Biała wieża · d5 – Biały skoczek · e5 – Czarny pionek · g5 – Biały goniec · b4 – Biały pionek · e4 – Biały pionek · h4 – Biały hetman · c3 – Biały pionek · d3 – Biały goniec · a2 – Biały pionek · g2 – Biały pionek · h2 – Biały pionek · a1 – Biała wieża · h1 – Biały król | a8 – Czarna wieża · e8 – Czarna wieża · g8 – Czarny król · b7 – Czarny pionek · d7 – Czarny hetman · f7 – Czarny pionek · g7 – Czarny pionek · a6 – Czarny pionek · b6 – Czarny goniec · e6 – Czarny goniec · g6 – Czarny skoczek · h6 – Biała wieża · d5 – Biały skoczek · e5 – Czarny pionek · g5 – Biały goniec · b4 – Biały pionek · e4 – Biały pionek · h4 – Biały hetman · c3 – Biały pionek · d3 – Biały goniec · a2 – Biały pionek · g2 – Biały pionek · h2 – Biały pionek · a1 – Biała wieża · h1 – Biały król | a8 – Czarna wieża · e8 – Czarna wieża · g8 – Czarny król · b7 – Czarny pionek · d7 – Czarny hetman · f7 – Czarny pionek · g7 – Czarny pionek · a6 – Czarny pionek · b6 – Czarny goniec · e6 – Czarny goniec · g6 – Czarny skoczek · h6 – Biała wieża · d5 – Biały skoczek · e5 – Czarny pionek · g5 – Biały goniec · b4 – Biały pionek · e4 – Biały pionek · h4 – Biały hetman · c3 – Biały pionek · d3 – Biały goniec · a2 – Biały pionek · g2 – Biały pionek · h2 – Biały pionek · a1 – Biała wieża · h1 – Biały król | a8 – Czarna wieża · e8 – Czarna wieża · g8 – Czarny król · b7 – Czarny pionek · d7 – Czarny hetman · f7 – Czarny pionek · g7 – Czarny pionek · a6 – Czarny pionek · b6 – Czarny goniec · e6 – Czarny goniec · g6 – Czarny skoczek · h6 – Biała wieża · d5 – Biały skoczek · e5 – Czarny pionek · g5 – Biały goniec · b4 – Biały pionek · e4 – Biały pionek · h4 – Biały hetman · c3 – Biały pionek · d3 – Biały goniec · a2 – Biały pionek · g2 – Biały pionek · h2 – Biały pionek · a1 – Biała wieża · h1 – Biały król | a8 – Czarna wieża · e8 – Czarna wieża · g8 – Czarny król · b7 – Czarny pionek · d7 – Czarny hetman · f7 – Czarny pionek · g7 – Czarny pionek · a6 – Czarny pionek · b6 – Czarny goniec · e6 – Czarny goniec · g6 – Czarny skoczek · h6 – Biała wieża · d5 – Biały skoczek · e5 – Czarny pionek · g5 – Biały goniec · b4 – Biały pionek · e4 – Biały pionek · h4 – Biały hetman · c3 – Biały pionek · d3 – Biały goniec · a2 – Biały pionek · g2 – Biały pionek · h2 – Biały pionek · a1 – Biała wieża · h1 – Biały król | a8 – Czarna wieża · e8 – Czarna wieża · g8 – Czarny król · b7 – Czarny pionek · d7 – Czarny hetman · f7 – Czarny pionek · g7 – Czarny pionek · a6 – Czarny pionek · b6 – Czarny goniec · e6 – Czarny goniec · g6 – Czarny skoczek · h6 – Biała wieża · d5 – Biały skoczek · e5 – Czarny pionek · g5 – Biały goniec · b4 – Biały pionek · e4 – Biały pionek · h4 – Biały hetman · c3 – Biały pionek · d3 – Biały goniec · a2 – Biały pionek · g2 – Biały pionek · h2 – Biały pionek · a1 – Biała wieża · h1 – Biały król | a8 – Czarna wieża · e8 – Czarna wieża · g8 – Czarny król · b7 – Czarny pionek · d7 – Czarny hetman · f7 – Czarny pionek · g7 – Czarny pionek · a6 – Czarny pionek · b6 – Czarny goniec · e6 – Czarny goniec · g6 – Czarny skoczek · h6 – Biała wieża · d5 – Biały skoczek · e5 – Czarny pionek · g5 – Biały goniec · b4 – Biały pionek · e4 – Biały pionek · h4 – Biały hetman · c3 – Biały pionek · d3 – Biały goniec · a2 – Biały pionek · g2 – Biały pionek · h2 – Biały pionek · a1 – Biała wieża · h1 – Biały król | 1 |
|   | a | b | c | d | e | f | g | h |   |

Zwycięstwo w tej partii uhonorowane zostało w Czechach tytułem "Partia roku 2008".
Najwyższy ranking w dotychczasowej karierze osiągnęła 1 kwietnia 2007 r., z wynikiem 2423 punktów zajmowała wówczas 41. miejsce na światowej liście FIDE.